# بيدرو غونزاليس (لاعب كرة قاعدة)
بيدرو غونزاليس (بالإنجليزية: Pedro González)‏ هو لاعب كرة قاعدة دومينيكاوي، ولد في 12 ديسمبر 1937 في سان بيدرو دي ماكوريس في جمهورية الدومينيكان.

## وصلات خارجية
- بيدرو غونزاليس على موقع دوري كرة القاعدة الرئيسي (الإنجليزية)
- بيدرو غونزاليس على موقعبيزبول رفرنس.كوم (الدوري الرئيسي) (الإنجليزية)
- بيدرو غونزاليس على موقعبيزبول رفرنس.كوم (الدوري الثانوي) (الإنجليزية)
- بيدرو غونزاليس على موقع إي إس بي إن.كوم (أم.أل.بي) (الإنجليزية)
- بيدرو غونزاليس على موقع مشجعي الرسوم البيانية (الإنجليزية)